# Tattva
Tattva es una palabra sánscrita que significa “principio”, “realidad” o “verdad”. De acuerdo con varias escuelas indias de filosofía, un tattva (o tattwa) es un elemento o aspecto de la realidad. En algunas tradiciones son concebidos como un aspecto de la deidad. A pesar de que el número de tattvas varía dependiendo de la escuela filosófica, están pensados para que juntos formen las bases de toda nuestra experiencia. La filosofía sāṃkhya usa un sistema de veinticinco tattvas, mientras que el shivaísmo reconoce treinta y seis tattvas. En el budismo, el equivalente es la lista de los dharmas que constituyen la realidad.

## Jainismo
La filosofía jainista puede ser descrita de varias maneras, pero la tradición más aceptable es describirla en términos de los tattvas o fundamentos. La misma sostiene que al conocerlos uno puede progresar hacia la liberación. De acuerdo con el Tattvartha Sutra, importante texto jainista, estos son:
1. Jīva: almas y seres vivientes
2. Ajīva: cosas no vivientes
3. Āsrava: afluencia del karma
4. Bandha: esclavitud al karma
5. Samvara: detención del aflujo del karma
6. Nirjara: limpieza del karma
7. Mokṣa: liberación o salvación

Cada uno de estos principios fundamentales son estudiados y explicados en profundidad por jainistas eruditos. Hay dos ejemplos que pueden ser usados para explicar intuitivamente dichos principios:
- Un hombre navega un bote de madera para llegar a la otra orilla del rio. Ahora el bote tiene una filtración y el agua fluye hacia dentro. El agua, entonces, se va acumulando en la embarcación. El hombre intenta salvar el bote, así que bloquea el agujero y echa el agua hacia fuera. Finalmente el hombre atraviesa el río y logra llegar a destino.
- Consideren una familia viviendo en una casa. Un día, sus integrantes estaban disfrutando de una fresca brisa que entraba por las puertas y ventanas abiertas de la casa. Súbitamente, el tiempo cambió a una terrible tormenta de arena. La familia, al percatarse, procedió a cerrar las puertas y ventanas. Todas las puertas y ventanas fueron cerradas pero, aun así, algo de arena había entrado en la casa. Entonces, la familia echó fuera la arena y dejó la casa limpia como antes.

Este escenario simple puede ser interpretado de la siguiente manera:
1. Jīva es representado por las personas vivientes
2. Ajīva es representado por el bote o la casa
3. Āsrava es representado por la afluencia del agua o la arena
4. Bandha es representado por la acumulación del agua en el bote o de la arena en la casa
5. Samvara es representado por el sellado del agujero en el bote para evitar el ingreso y acumulación del agua o el cerrado de puertas y ventanas en la casa para impedir la entrada y acumulación de la arena
6. Nirjara es representado por el retiro del agua del bote o de la arena de la casa.
7. Mokṣa es representado por el bote vaciado o la casa limpiada, lo que es similar a la limpieza de todas las partículas kármicas del alma.

## Budismo
En el budismo el término dharma es usado para los elementos constitutivos. Cada filosofía budista usa varias listas, tales como nāmarūpa  y los cinco skandhas, para analizar la realidad. La tradición Abhidharma desarrolló más a fondo estas listas, usando más de cien términos para analizar la realidad.

## Samkhya
La filosofía sāmkhya considera al universo como consistente en dos realidades eternas: Puruṣa y Prakṛti. Se trata entonces de una filosofía dualista. El Puruṣa es el centro de la conciencia, mientras que el Prakṛti es la fuente de toda la existencia material. El sāmkhya emplea un sistema de veinticinco tattvas que se concierne sólo con el aspecto tangible de la creación, teorizando que Prakṛti es la fuente del mundo a devenir. Prakṛti es considerado el primer tattva y pura potencialidad, que evoluciona sucesivamente en veinticuatro tattvas o principios adicionales.

## Tradiciones teístas

### Shivaísmo de Cachemira
En la filosofía shivaísta de Cachemira, los tattvas constituyen tanto la conciencia así como la existencia material. Los treinta y seis tattvas del shivaísmo están divididos en tres grupos:
Tattvas shuddha
Los primeros cinco tattvas (1-5) son conocidos como los tattvas shuddha o “puros”. También son conocidos como los tattvas de la experiencia universal.
Tattvas shuddha-ashuddha
Los siguientes siete tattvas (6-12) son conocidos como los tattvas shuddha-ashuddha o “puros-impuros”. Estos son los tattvas de la experiencia individual limitada.
Tattvas ashuddha
Los últimos veinticuatro tattvas (13-36) son conocidos como los tattvas ashuddha o “impuros”.  El primero de estos es prakriti e incluyen los tattvas de operación mental, experiencia sensible y materialidad.

### Vaisnavismo gaudíia
En la literatura purana y la filosofía general vaisnava tattva suele usarse para denotar ciertas categorías o tipos de seres o energías como:
Kṛṣṇa-Tattva
La personalidad suprema de la deidad. El factor causante del todo, incluso de otros tattvas.
Viṣṇu-Tattva
Cualquier encarnación o extensión de Kṛṣṇa .
Śakti-Tattva
Las múltiples energías de Kṛṣṇa. Incluye su potencia interna yogamāyā y prakṛti material.
Jīva-Tattva
Las almas vivientes (jīvas).
Śiva-Tattva
Śiva (excluyendo a/a los Rudra/s) no es considerado un jīva.
Mahat-Tattva
La energía material total (prakṛti).
En la filosofía vaisnava gaudíia hay un total de cinco tattvas primarios descritos en términos de seres vivientes, colectivamente conocidos como el pañca-tattva y descritos de la siguiente manera:

Espiritualmente, no hay diferencias entre estos cinco tattvas, porque en la plataforma trascendental todo es absoluto. Sin embargo, también hay variedades en el mundo espiritual, y para reconocer estas variedades espirituales uno debe distinguir entre ellas.

## Tantra

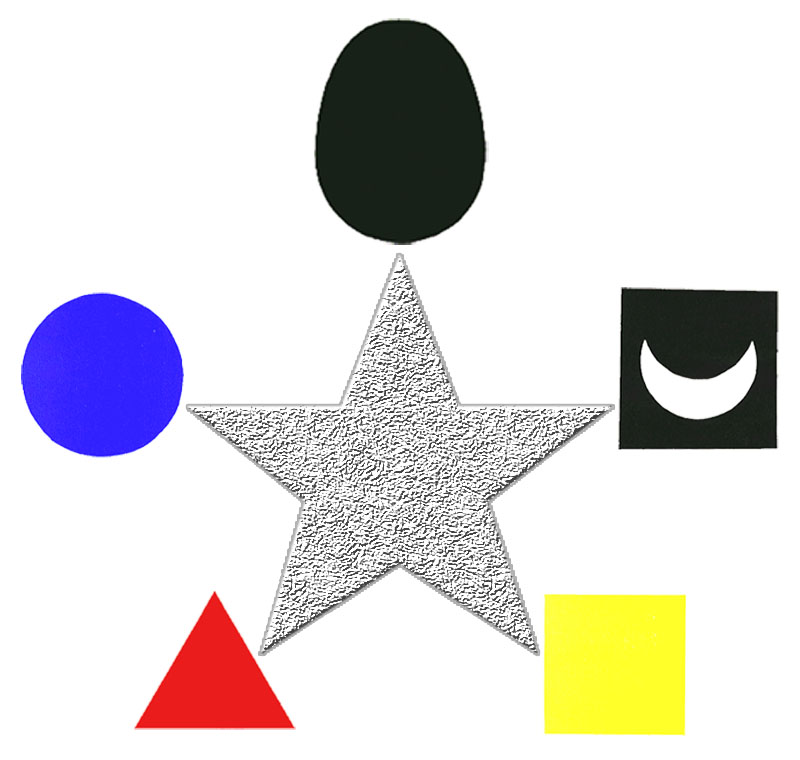

En el tantrismo hindú hay cinco tattvas que crean ciclos de energía global, empezando con ākāśa y finalizando con pṛthvī:
1. Ākāśa (tattva espíritu) – simbolizado por un huevo negro
2. Vāyu (tattva aire) – simbolizado por un círculo azul
3. Tejas (tattva fuego) – simbolizado por un triángulo rojo
4. Āpas (tattva agua) – simbolizado por una medialuna plateada
5. Pṛthvī (tattva tierra) – simbolizado por un cuadrado amarillo

Cada ciclo tiene una duración de dos horas. Este sistema de cinco tattvas en el que cada uno puede ser combinado con otro, fue también adaptado por la Orden Hermética de la Aurora Dorada.

## Medicina siddha
El sistema siddha de medicina tradicional de la India antigua fue hecho por siddhas tamiles o los científicos espirituales de Tamil Nadu. ' Según esta tradición, el cuerpo humano está compuesto de noventa y seis principios o tattvas. Los principios fundamentales siddhas no diferencian al ser humano del universo. De acuerdo con ellos, “naturaleza es hombre y hombre es naturaleza y por lo tanto ambos son esencialmente uno. Se dice que el hombre es el microcosmos y el universo el macrocosmos, porque lo que existe en el universo existe en el hombre.”

## Ayyavazhi
Los tattvas son las noventa y seis cualidades o propiedades del cuerpo humano de acuerdo al Akilathirattu Ammanai, el texto religioso del ayyavazhi.